# تد بمروز
تد بمروز (انگلیسی: Ted Bemrose; ۲۰ اکتبر ۱۹۳۵ – ۲۰۰۱ (۶۵−۶۶ سال)) بازیکن فوتبال بود.
از باشگاه‌هایی که در آن بازی کرده‌است می‌توان به باشگاه فوتبال گریمزبی تاون اشاره کرد.